# Andrew Johnson
Andrew Johnson (Raleigh, North Carolina, 29 december 1808 – Elizabethton, Tennessee, 31 juli 1875) was de 17e president van de Verenigde Staten (1865–1869). Daarvoor in 1865 was hij vicepresident onder Abraham Lincoln. Na diens dood op 15 april 1865 werd hij president.

## Biografie
Andrew Johnson werd geboren in Raleigh (North Carolina) en was autodidact. Hij verhuisde in 1826 naar Tennessee, waar hij werkzaam was als kleermaker. Hij was wethouder in Greeneville van 1828 tot 1830 en van 1834 tot 1838 burgemeester. Van 1835 tot 1837 en van 1839 tot 1841 was hij lid van het Huis van Afgevaardigden van Tennessee. In 1841 werd hij als Democraat gekozen in het Congres, waarvan hij van 4 maart 1843 tot 3 maart 1853 lid was. Hij ambieerde geen volgende termijn en werd gouverneur van Tennessee, een functie die hij tot 1857 bekleedde. Daarna was hij van 8 oktober 1857 tot 4 maart 1862 lid van de Senaat.
In 1864 koos de Republikein Abraham Lincoln hem als vicepresident. Hij werd op 4 maart 1865 beëdigd. Na de moord op Lincoln, op 15 april 1865, volgde hij hem als president op.

## Presidentschap
Johnson regeerde in de periode van de Reconstruction, de periode vlak na de Amerikaanse Burgeroorlog, waarbij de zuidelijke slavenstaten weer bij de unie betrokken werden. Hij zette het beleid dat Lincoln had ingezet voort, maar wilde de staten met de voormalige slavenhouders veel sneller weer toelaten. Dit werd echter structureel tegengewerkt door het Congres, dat gedomineerd werd door de Republikeinen. Het Congres wilde eerst garanties met betrekking tot de burgerrechten van de zwarte bevolking voordat ze de staten toelieten. Met het Congres lag hij voortdurend overhoop. Doordat hij het Congres bekritiseerde, werd dit alleen maar erger. 

### Afzettingsprocedure
Het Huis van Afgevaardigden zette uiteindelijk een afzettingsprocedure in gang omdat Johnson in strijd met de grondwet Edwin Stanton, de minister van Oorlog, had ontslagen. De procedure haalde het net niet, men kwam in de Senaat met 35 stemmen voor en 19 stemmen tegen één stem tekort voor een tweederdemeerderheid. Johnson ging zo aan het einde van zijn termijn, op 4 maart 1869, rechtmatig met pensioen. Hij was de eerste president tegen wie door het huis van Afgevaardigden een afzettingsprocedure werd ingesteld.
Na zijn presidentschap nam Johnson deel aan verkiezingen van de Senaat (1869) en het Huis van Afgevaardigden (1872), die hij beide verloor. Op 4 maart 1875 werd hij alsnog gekozen in de Senaat en hij diende tot zijn dood op 31 juli 1875. Hij stierf op 66-jarige leeftijd in het huis van zijn dochter.

## Kabinetsleden onder A. Johnson
| Kabinetsleden     | Ministerie         | Periode                                            | Bijzonderheden                                     |
| ----------------- | ------------------ | -------------------------------------------------- | -------------------------------------------------- |
| William Seward    | Buitenlandse Zaken | 1865–1869                                          | Idem onder Lincoln                                 |
| John Palmer Usher | Binnenlandse Zaken | 1865                                               | Idem onder Lincoln                                 |
| Edwin Stanton     | Oorlog             | 1865–1867, terug in 1868                           | Idem onder Lincoln                                 |
| Hugh McCulloch    | Financiën          | 1865–1869                                          | Idem onder Lincoln en Arthur                       |
| James Speed       | Justitie           | 1865–1866                                          | Idem onder Lincoln                                 |
| Gideon Welles     | Marine             | 1865–1869                                          | Idem onder Lincoln                                 |
| William Dennison  | Posterijen         | 1865–1866                                          | Idem onder Lincoln                                 |
| James Harlan      | Binnenlandse Zaken | 1865–1866                                          |                                                    |
| Orville Browning  | Binnenlandse Zaken | 1866–1869                                          |                                                    |
| Ulysses S. Grant  | Oorlog             | 1867-1868, tijdelijke vervanging van Edwin Stanton |                                                    |
| John Schofield    | Oorlog             | 1868–1869                                          |                                                    |
| Henry Stanbery    | Justitie           | 1866–1868                                          |                                                    |
| William Fessenden | Financiën          | 1864–1865                                          | Idem onder Lincoln                                 |
| Alexander Randall | Posterijen         | 1866–1869                                          |                                                    |
| William Evarts    | Justitie           | 1868 – 1869                                        | Idem onder Grant en Buitenlandse Zaken onder Hayes |

- Bibsys: 90572370
- Biblioteca Nacional de Chile: 000457202
- Biblioteca Nacional de España: XX1343238
- Bibliothèque nationale de France: cb12054667c (data)
- Catàleg d'autoritats de noms i títols de Catalunya: 981058511328606706
- CiNii: DA07214873
- Gemeinsame Normdatei: 118776282
- International Standard Name Identifier: 0000 0001 1070 6355
- KulturNav: e54f173b-740d-46d7-bfce-c14a76a2f1f0
- Library of Congress Control Number: n79056304
- Nationale Bibliotheek van Letland: 000249414
- National Archives and Records Administration: 10582826
- Nationale Bibliotheek van Tsjechië: jn20011211102
- Nationale bibliotheek van Australië: 36109029
- Nationale Bibliotheek van Israël: 987007279142705171
- Nationale Bibliotheek van Polen: a0000002236332
- Nederlandse Thesaurus van Auteursnamen: 068928327
- LIBRIS: 191819
- SNAC: w6r030tj
- Système universitaire de documentation: 027311392
- Trove: 1213649
- Biographical Directory of the United States Congress: J000116
- Virtual International Authority File: 73872723
- WorldCat: E39PBJhhqwWrrjQxb7tkj4t7pP

Washington ·
J. Adams ·
Jefferson ·
Madison ·
Monroe ·
J.Q. Adams ·
Jackson ·
Van Buren ·
W.H. Harrison ·
Tyler ·
Polk ·
Taylor ·
Fillmore ·
Pierce ·
Buchanan ·
Lincoln ·
A. Johnson ·
Grant ·
Hayes ·
Garfield ·
Arthur ·
Cleveland ·
B. Harrison ·
Cleveland ·
McKinley ·
T. Roosevelt ·
Taft ·
Wilson ·
Harding ·
Coolidge ·
Hoover ·
F.D. Roosevelt ·
Truman ·
Eisenhower ·
Kennedy ·
L.B. Johnson ·
Nixon ·
Ford ·
Carter ·
Reagan ·
G.H.W. Bush ·
Clinton ·
G.W. Bush ·
Obama ·
Trump · 
Biden ·
Trump
Adams ·
Jefferson ·
Burr ·
Clinton ·
Gerry ·
Tompkins ·
Calhoun ·
Van Buren ·
R.M. Johnson ·
Tyler ·
Dallas ·
Fillmore ·
King ·
Breckinridge ·
Hamlin ·
A. Johnson ·
Colfax ·
Wilson ·
Wheeler ·
Arthur ·
Hendricks ·
Morton ·
Stevenson ·
Hobart ·
Roosevelt ·
Fairbanks ·
Sherman ·
Marshall ·
Coolidge ·
Dawes ·
Curtis ·
Garner ·
Wallace ·
Truman ·
Barkley ·
Nixon ·
L.B. Johnson ·
Humphrey ·
Agnew ·
Ford ·
Rockefeller ·
Mondale ·
Bush ·
Quayle ·
Gore ·
Cheney ·
Biden ·
Pence ·
Harris ·
Vance